# 伊岐遠江守流
伊岐遠江守流とは、伊岐真利が柳生新陰流兵法剣術を修行し後、徳川家康の命を受けて起流した武芸。筑前福岡黒田藩にて継承された。福岡市中央区黒門に黒田藩槍術指南伊岐流道場跡地がある。肥前国平戸藩第9代藩主松浦清（号は静山）が、文政4年11月17日(1821年12月11日)の甲子の夜に書き起こした『甲子夜話』の正篇巻之14の6に伊岐遠江守流についての記載がある。